# Vũ Lạc
Vũ Lạc là một xã thuộc thành phố Thái Bình, tỉnh Thái Bình, Việt Nam.
Xã có diện tích 7,47 km², dân số là 9.882 người, mật độ dân số đạt 1.323 người/km².